# Condoleezza Rice
Condoleezza Rice (n. 14 noiembrie 1954, Birmingham, Alabama, SUA) a fost secretar de stat (ministru de externe) al Statelor Unite ale Americii între ianuarie 2005 - ianuarie 2009. Între 2001 și 2005 a ocupat funcția de consilier pe probleme de securitate națională al lui George W. Bush, funcție a fost ocupată ulterior de Stephen Hadley. Adjunctul lui Rice a fost Robert Zoellick.

## Biografie
Condoleezza Rice s-a născut într-o familie afro-americană.
Tatăl Condoleezzei Rice a fost consilier de orientare pedagogică și pastor al bisericii prezbiteriene. Mama sa a fost profesoară de muzică.
Rice vorbește rusa, franceza și spaniolă și a lucrat ca profesor de științe politice și trezorier la Universitatea Stanford. Specialistă în relațiile internaționale, a acumulat cunoștințe semnificative despre Rusia, Europa de Est și republicile din fosta URSS. A făcut parte din consiliul de administrație a companiei petroliere Chevron.
Condoleezza Rice a fost o colaboratoare preferată a lui Brent Scowcroft. Membră a guvernului federal în timpul președinției lui George W. Bush, a devenit consilier prezidențial pe probleme de securitate națională la 22 ianuarie 2001 și a ocupat această funcție până în ianuarie 2005, când l-a înlocuit pe Colin Powell în postul de secretar de stat. După votul din Senat (85 de voturi pentru și 13 împotrivă), este prima femeie afro-americană și a doua femeie după Madeleine Albright (în timpul președinției lui Bill Clinton) în această funcție.

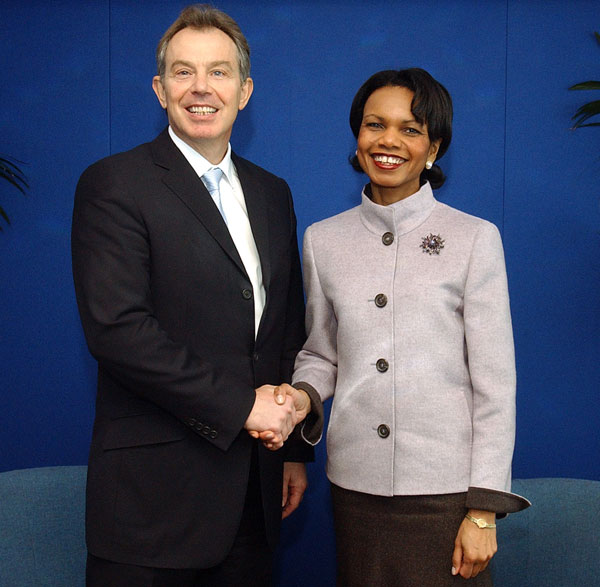
Condoleezza Rice împreună cu premierul britanic Tony Blair, la Londra, 1 martie 2005

Unele dintre primele acțiuni întreprinse de noul secretar au fost vizitele în Europa din februarie 2005, menite să aplaneze divergențele euro-americane și să pregătească vizita lui Bush pe "Bătrânul continent".
În aprilie, bazându-se pe revoluțiile portocalie și a trandafirilor din Ucraina și respectiv Georgia, a făcut un apel pentru schimbarea politică în Bielorusia (la Vilnius, în Lituania), țară care, potrivit Condoleezzei, ar fi "ultima dictatură adevărată din centrul Europei". Ea nu a ezitat să se întâlnească cu grupuri bieloruse favorabile democrației și răsturnării regimului președintelui Alexandr Lukașenko, în ciuda semnalelor dezaprobatoare ale reprezentanților Moscovei.
În iunie 2005, în temeiul discursului inaugural al lui Bush din ianuarie 2005, privind extinderea democrației, Condoleezza Rice a declarat într-un discurs la Universitatea Americană din Cairo că Egiptul este unul dintre cei mai prețioși parteneri arabi ai SUA în Orientul Mijlociu. Ea a lansat cu această ocazie o acuzație la adresa președintelui Hosni Mubarak, a cărui inițiativă de introducere a multi-partitismului în alegerile prezidențiale a calificat-o drept insuficientă. Rice a cerut alegeri "libere, corecte și transparente", "statul de drept în locul decretelor de urgență", "un sistem judiciar independent în locul unei justiții arbitrare" și "protecția militanților pașnici pentru democrație".
Cu această ocazie, a recunoscut că "timp de șaizeci de ani, Statele Unite au căutat stabilitatea în Orientul Mijlociu cu prețul democrației, însă în cele din urmă nu au obținut nici una nici alta".
În iulie 2005, după congresul de "Cooperare comercială și economică între Statele Unite și Africa subsahariană", Condoleezza Rice a anunțat înființarea unui program de ajutor pentru continentul african denumit "fondul pentru diversificarea economiei africane", precizând că „Statele Unite sunt principalii furnizori de ajutor bilateral în Africa” cu o sumă de 3,2 miliarde de dolari în 2004.
În decembrie 2005 Condoleezza Rice a întreprins un turneu în Europa pentru a lămuri tema centrelor de detenție CIA pe teritoriul unor state din Europa de Est. În cadrul acestui turneu, pe data de 6 decembrie 2005 a efectuat o vizită de trei ore în România, unde a fost primită de președintele Traian Băsescu.